# Limentrino
Il torrente Limentrino o Limentrella è un affluente di destra del Limentra orientale. Lunghezza 2 km.
Dopo aver toccato la Cascina di Spedaletto, segna per un tratto il confine fra il comune di Cantagallo ed il comune di Pistoia per quasi 1 km. Confluisce nel Limentra 500 metri a nord del 44º parallelo, subito dopo il Ponte a Rigoli sulla strada provinciale n. 24 "Pistoia-Riola" al km. 14, nel punto di confine fra i comuni di Cantagallo, Pistoia e Sambuca Pistoiese.